# 저종
저종(沮宗, ? ~ ?)은 중국 후한 말의 인물로, 기주(冀州) 광평군(廣平郡) 사람이다.

## 생애
원소(袁紹)의 모사 저수(沮授)의 동생이다.
건안(建安) 5년(200년), 원소는 조조(曹操)를 토벌하고자 안량(顔良)을 보내어 백마(白馬)에 주둔한 동군태수(東郡太守) 유연(劉延)을 공격하였고 자신은 여양(黎陽)에 주둔하였다. 평소 조조와의 결전을 반대하던 저수는, 원소를 따라가기에 앞서 문중의 사람들을 모아놓고 재산을 나누어 주며 말하였다.
"위엄이 갈수록 더해지나 내 몸 하나 보전할 수 없으니, 애석하구나!"
이에 저종이 말하였다.
"조조는 반드시 패할 것인데, 형님께서는 어찌하여 걱정을 하십니까?"
저수가 대답하였다.
"조연주(曹兗州 : 조조)는 계략에 뛰어나고 천자를 보호하고 있다. 우리는 막 백규(伯珪 : 공손찬)를 물리쳤기 때문에 사졸들은 피로에 지쳤으니 어찌 지지 않을 수 있겠느냐!"

## 가계

### 관련 인물
저곡　저수